# Shu Pei
Shu Pei o Qin Shupei (10 de agosto de 1989) es una modelo y actriz china.

## Carrera
Fue descubierta mientras estudiaba en Nueva York.
Shupei firmó con Next Management en 2007 y en septiembre de ese año debutó en el evento de la temporada primavera para Rachel Roy; también desfiló para Brian Reyes, Catherine Maladrino, y Verrier. Apareció en la revista Elle británica en agosto de 2008 por primera vez, y en septiembre de 2008, apareció en Vogue China, junto a Karlie Kloss y Hanne Gaby Odiele.
In 2010, Shupei había desfilado en 60 eventos en total y fue seleccionada como una de las Top 50 modelos en models.com en 2011. Se convirtió en embajadora de Maybelline y Vera Wang. Shupei consiguió su primer Elle Style Award en julio de 2010.
En 2011, firmó un contrato con Huayi Brothers Media Corporation.
En 2012, desfiló para marcas de lujo como Gucci, Burberry, Vera Wang, Chanel, Christian Dior, y Versace, etc. En noviembre de 2012, desfiló en el Victoria's Secret Fashion Show, convirtiéndose en la tercera asiática en hacerlo.
En marzo de 2015, participó en su primera película, Oh My God. En 2015, Shupei participó en la Met Gala, llevando un vestido de Tommy Hilfiger.

## Vida personal
Shupei se casó con Zhao Lei pero ahora están divorciados. En 2015, Shupei empezó una relación con Edison Chen.
Su primer hijo nació en abril de 2017.